# Tommy Benford
Tommy Benford, né le 19 avril 1905 à Charleston et mort le 24 mars 1994 à Mount Vernon, est un batteur de jazz américain.

## Carrière
Après une formation musicale dans un orphelinat, il débute en 1920 dans le Green river minstrel show puis il joue dans les orchestres d'Elmer Snowden, Jelly Roll Morton, Edgar Hayes. En 1924 il remplace pendant un mois le batteur Sonny Greer tombé malade, dans l'orchestre d'Elmer Snowden où joue Duke Ellington au piano. Dans les années 1930 il part pour l'Europe, accompagne Eddie South, Freddy Johnson, Garland Wilson, Freddy Taylor. Il enregistre des faces avec Bill Coleman, Django Reinhardt et Stéphane Grappelli en 1938. Il entre dans l'orchestre de Willie Lewis la même année puis en 1941 retourne aux États-Unis. Il joue avec Noble Sissle en 1943, Snub Mosley en 1946-1948, Bob Wilber en 1949, James Archey en 1950-1952, Rex Stewart en 1953, Muggsy Spanier, George Lewis en 1955.
Il repart ensuite en Europe en 1960 avec la revue Jazz train et joue à New York avec Joe Thomas (saxophonist) (en), Edmund Hall, Danny Barker en 1963. Dans les années 1980 il joue dans l'orchestre de Clyde Bernhardt le Harlem blues and jazz band puis avec Bob Greene avec lequel il fait une tournée en Europe en 1982.

## Discographie
- Bill Coleman the chronological 1936-1938 vol.764 Classics
- Coleman Hawkins the chronological 1937-1939 vol.613 Classics
- Eddie South the chronological 1937-1941 vol.737 Classics

## Source
- Philippe Carles, André Clergeat et Jean-Louis Comolli, Dictionnaire du jazz, Paris, Robert Laffont, coll. « Bouquins », 1988, 1146 p. (ISBN 978-2-221-04516-9), p. 83.

1. ↑  « https://archives.libraries.rutgers.edu/repositories/6/resources/519 » (consulté le 16 mai 2024)